# Ортис, Пол
Пол Антонио Ортис (англ. Paul Antonio Ortiz) — музыкант и композитор из города Колчестер, Великобритания. Некоторую известность Полю принёс проект «Chimp Spanner».
Альбомы «Imperium Vorago» (2004) и «At the Dream’s Edge» (2009) записаны в домашней студии Ортиса. Ортис также сочиняет музыку для компьютерных игр[каких?], рекламы («Red Bull»), телевидения и радио.

## Музыка

### Chimp Spanner
Ортис классифицирует «Chimp Spanner» как эмбиент/прогрессив проект, сочетающий тяжелое звучание электрогитары, атмосферы эмбиента и электроники с техничными гитарными партиями. «Chimp Spanner» также часто относят к стилю Djent.
В 2004 году группа выпустила дебютный альбом «Imperium Vorago», записанный на домашней студии Ортиса без поддержки дистрибьюторской компании.
5 марта 2010 года «Chimp Spanner» подписали контракт с Basick Records На выпуск альбома «At the Dream's Edge», который был официально выпущен 10 апреля 2010 года.
После подписания контракта с Basick Records «Chimp Spanner» начали выступать с концертами, приглашая таких сессионных музыкантов как гитарист Джим Хьюз, басист Адам Сван и барабанщик Борис Ле Галь.
В июле-августе 2012 года, «Chimp Spanner» отправились в свой первый тур по США, наряду с Джеффом Лумисом, «The Contortionist», и «7 Horns 7 Eyes».
В 2012 году группа выпускает альбом «All Roads Lead Here».

### Blessed Inertia
В октябре 2009 года Ортис представил свой новый проект под названием «Blessed Inertia», относящийся к жанру техникал/прогрессив-метал. Ортис заявил, что «Blessed Inertia» будут играть вживую и, хотя группа и задумывалась как инструментал-роковая, в будущем пригласит вокалиста. Проект в настоящее время не активен из-за работы Ортиса над «Chimp Spanner». «Blessed Inertia» в настоящее время имеет в своём составе только одного члена — гитариста Джимми Хьюза.

### Monuments
Ортис — выступал на концертах в качестве гитариста с Monuments до того как они взяли Olly Steele (игравшего в Cyclamen) в качестве постоянного гитариста..

## Аппаратура

### В студии
Ортис использует различные гитары фирмы «Ibanez». Большая часть его материала исполняется на семиструнной электрогитаре, некоторые композиции — на восьмиструнной. Использует стандартный строй, за исключением альбома «At the Dream’s Edge», где только три композиции были записаны в стандартном строе, а остальные в пониженном на тон. Использует Line 6 Pod (X3 и HD Pro), Native Instruments Guitar Rig 4 Pro, Steinberg Cubase Studio 5, Propellerhead Reason 5, Native Instruments Kontakt 4, Superior Drummer и звуковую карту M-Audio FW410.

### Live-выступления
Для live-выступлений Ортис использовал разные сочетания домашней аппаратуры, например, оборудование Line 6. В настоящее время его live-установка состоит из Line 6 POD HD500. Ранее Ортис использовал Line 6 Vetta II.

## Дискография

### Дискография группы «Chimp Spanner»
| Год выпуска | Название альбома         |
| 2004        | «Imperium Vorago»        |
| 2009        | «At the Dream's Edge»    |
| 2012        | All Roads Lead Here (EP) |

### Дискография группы «Monuments»
| Год выпуска | Название альбома           |
| 2005        | Worlds                     |
| 2010        | We Are the Foundation (EP) |
| 2012        | Gnosis                     |